# Fonction zêta de Weierstrass
Ne doit pas être confondu avec Fonction de Weierstrass.
Pour les articles homonymes, voir Fonction zêta.
En mathématiques, les fonctions de Weierstrass sont des fonctions spéciales d'une variable complexe qui sont reliées  à la fonction elliptique de Weierstrass
{\displaystyle \wp (z)}.

## Fonction sigma de Weierstrass

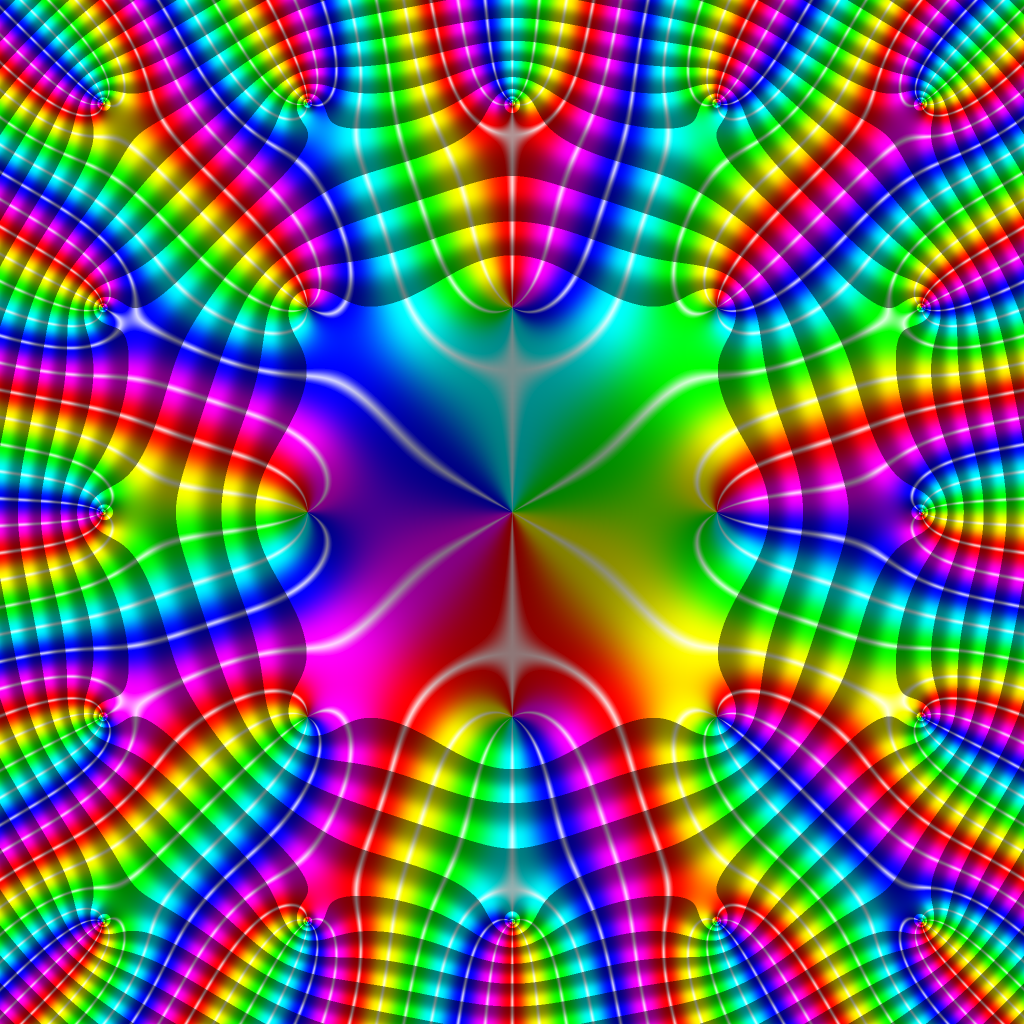
Tracé de la fonction sigma de Weierstrass par coloriage de domaine.

La fonction sigma de Weierstrass associée à un réseau bidimensionnel {\displaystyle \Lambda \subset \mathbb {C} } est définie comme le produit infini
{\displaystyle \sigma (z:\Lambda )=z\prod _{w\in \Lambda \setminus \lbrace 0\rbrace }\left(1-{\frac {z}{w}}\right){\rm {e}}^{z/w+{\frac {1}{2}}{(z/w)}^{2}}}

## Fonction zêta de Weierstrass

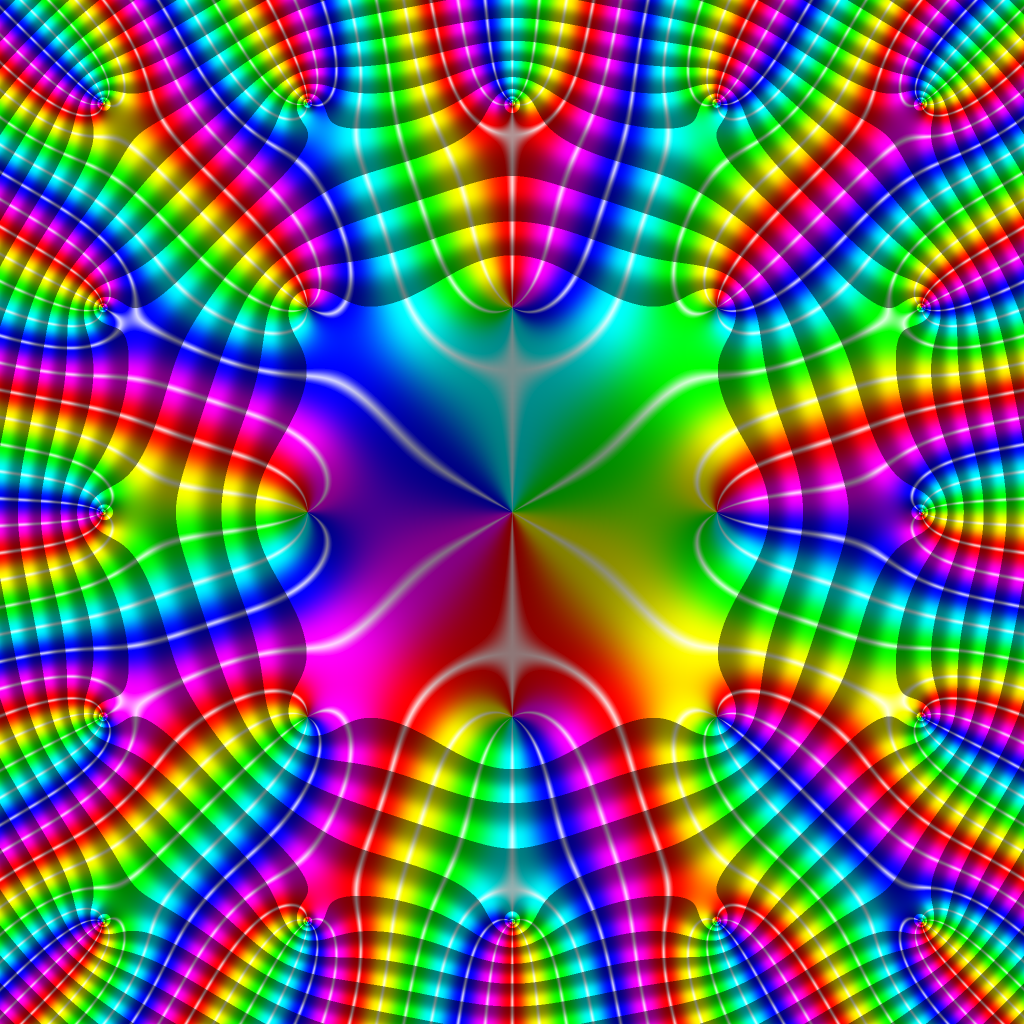
Tracé de la fonction zêta de Weierstrass par coloriage de domaine.

La fonction zêta de Weierstrass est définie par
{\displaystyle \zeta (z:\Lambda )={\frac {\sigma '(z;\Lambda )}{\sigma (z;\Lambda )}}={\frac {1}{z}}+\sum _{w\in \Lambda ^{*}}\left({\frac {1}{z-w}}+{\frac {1}{w}}+{\frac {z}{w^{2}}}\right)}
La fonction est une dérivation logarithmique de la fonction sigma. La fonction zêta peut être ré-écrite comme :
{\displaystyle \zeta (z;\Lambda )={\frac {1}{z}}-\sum _{k=1}^{\infty }{\mathcal {G}}_{2k+2}(\Lambda )z^{2k+1}}
où {\displaystyle {\mathcal {G}}_{2k+2}} est la série d'Eisenstein de poids 2k+2.
La dérivée de la fonction zêta est {\displaystyle -\wp (z)}

## Fonction êta de Weierstrass
«  Fonction êta de Weierstrass » redirige ici. Pour les autres significations, voir Fonction êta.
La fonction êta de Weierstrass est définie par
{\displaystyle \eta (w;\Lambda )=\zeta (z+w;\Lambda )-\zeta (z;\Lambda ),{\mbox{ pour tout }}z\in \mathbb {C} } et tout w dans le réseau {\displaystyle \Lambda }
Cette fonction est bien définie, i.e. {\displaystyle \zeta (z+w;\Lambda )-\zeta (z;\Lambda )} ne dépend que du vecteur w. 
La fonction êta de Weierstrass ne doit pas être confondue avec la fonction êta de Dedekind.

## Fonction℘de Weierstrass

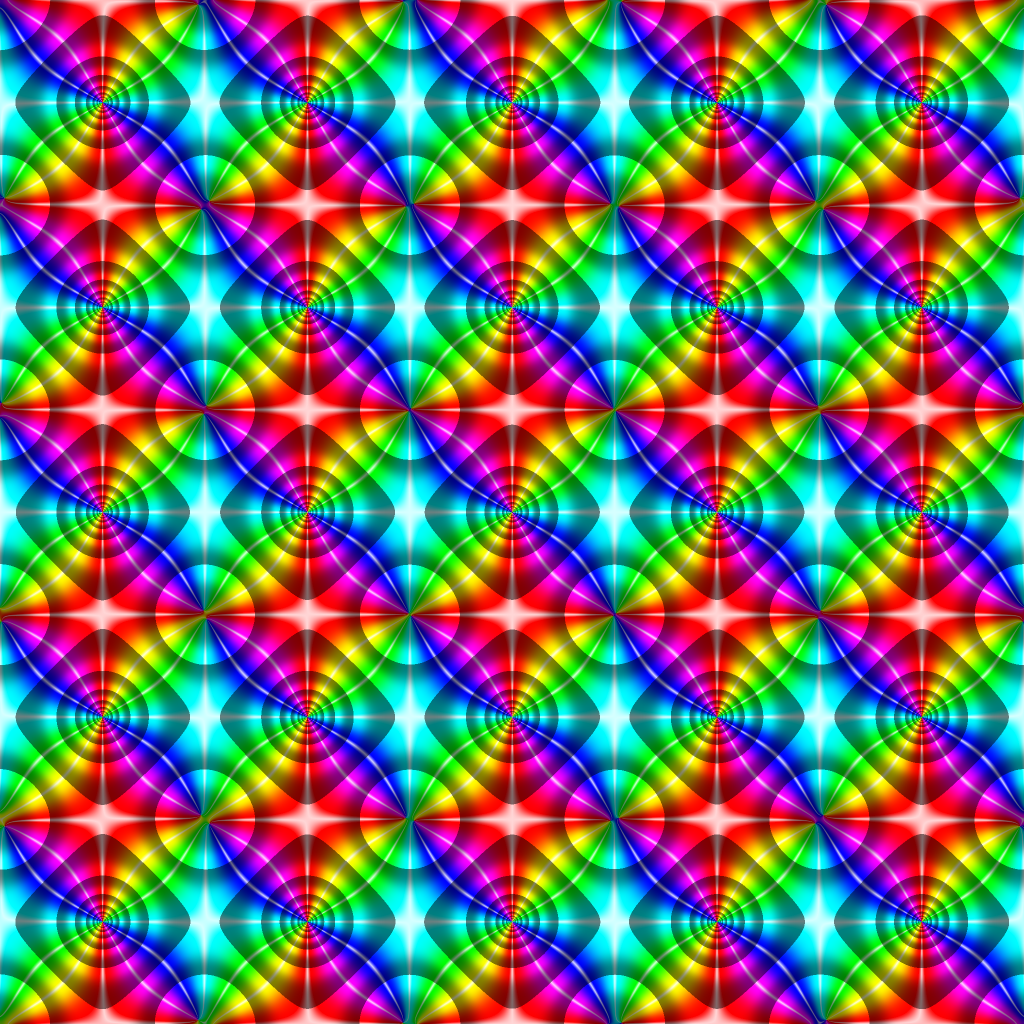
Tracé de la fonction ℘ de Weierstrass par coloriage de domaine.

La fonction ℘ de Weierstrass est liée à la fonction zêta par :
{\displaystyle \operatorname {\wp } {(z;\Lambda )}=-\operatorname {\zeta '} {(z;\Lambda )},\forall z\in \mathbb {C} }
C'est une fonction elliptique paire d'ordre N=2 avec un pôle double en chaque point du réseau et aucun pôle ailleurs.